# Patricio Arce
Patricio Arce (Callao, 23 de febrero de 1993) es un exfutbolista peruano. Jugaba como Mediocentro ofensivo y su último club fue el Universidad César Vallejo de la Liga 1.

## Trayectoria
Hizo menores en el Sport Boys donde jugó por la reserva del club en 2011 y 2012, al año siguiente jugó Segunda División también con el club rosado ganando mayor protagonismo.
En 2014 fichó por el F. B. C. Melgar de Arequipa donde fue campeón del torneo de Reserva de aquel año, figura en el partido final ante Universitario, anotó dos goles aquella tarde. Para el año 2019 firma por el club Sporting Cristal.

## Líos judiciales
En 2021 fue herido de bala mientras jugaba fútbol. El 18 de marzo de 2022, Patricio Arce fue detenido en plena concentración previa al partido entre UCV y Alianza Atlético.
Recibió una orden de prisión preventiva de 9 meses debido a su presunta participación en una organización criminal llamada Los Baturris de La Perla Baja, que se dedicaba a extorsionar a transportistas. Se le acusó de homicidio calificado en relación con el asesinato del cobrador de combi Robles Gervasi en marzo de 2021.
El 5 de octubre de 2023, Arce fue condenado a 22 años de prisión efectiva tras confirmarse su autoría intelectual en dicho asesinato.

## Clubes y estadísticas
| Club | Temporada        | Div              | Liga  | Liga  | Liga   | Copas nacionales(1) | Copas nacionales(1) | Copas nacionales(1) | Copas internacionales(2) | Copas internacionales(2) | Copas internacionales(2) | Total | Total | Total  |
| Club | Temporada        | Div              | Part. | Goles | Asist. | Part.               | Goles               | Asist.              | Part.                    | Goles                    | Asist.                   | Part. | Goles | Asist. |
| --- | ---------------- | ---------------- | ----- | ----- | ------ | ------------------- | ------------------- | ------------------- | ------------------------ | ------------------------ | ------------------------ | ----- | ----- | ------ |
| Sport Boys · Perú | 2011             | 1ª               | -     | -     | -      | 1                   | 0                   | 0                   | -                        | -                        | -                        | 1     | 0     | 0      |
| Sport Boys · Perú | 2012             | 1ª               | -     | -     | -      | -                   | -                   | -                   | -                        | -                        | -                        | 0     | 0     | 0      |
| Sport Boys · Perú | 2013             | 2ª               | 14    | 1     | 1      | -                   | -                   | -                   | -                        | -                        | -                        | 14    | 1     | 1      |
| Sport Boys · Perú | Total club       | Total club       | 14    | 1     | 1      | 1                   | 0                   | 0                   | -                        | -                        | -                        | 15    | 1     | 1      |
| FBC Melgar · Perú | 2014             | 1ª               | -     | -     | -      | -                   | -                   | -                   | -                        | -                        | -                        | 0     | 0     | 0      |
| FBC Melgar · Perú | 2015             | 1ª               | 25    | 0     | 2      | 4                   | 0                   | 1                   | 1                        | 0                        | 0                        | 30    | 0     | 3      |
| FBC Melgar · Perú | 2016             | 1ª               | 26    | 7     | 1      | -                   | -                   | -                   | 3                        | 0                        | 0                        | 29    | 7     | 1      |
| FBC Melgar · Perú | 2017             | 1ª               | 38    | 9     | 6      | -                   | -                   | -                   | 3                        | 0                        | 0                        | 41    | 9     | 6      |
| FBC Melgar · Perú | 2018             | 1ª               | 39    | 5     | 11     | -                   | -                   | -                   | 2                        | 0                        | 0                        | 41    | 5     | 11     |
| FBC Melgar · Perú | Total club       | Total club       | 128   | 21    | 20     | 4                   | 0                   | 1                   | 9                        | 0                        | 0                        | 141   | 21    | 21     |
| Sporting Cristal · Perú | 2019             | 1ª               | 18    | 1     | 3      | 3                   | 0                   | 2                   | 4                        | 0                        | 0                        | 25    | 1     | 5      |
| Sporting Cristal · Perú | Total club       | Total club       | 18    | 1     | 3      | 3                   | 0                   | 2                   | 4                        | 0                        | 0                        | 25    | 1     | 5      |
| Carlos A. Mannucci · Perú | 2020             | 1ª               | 15    | 3     | 3      | -                   | -                   | -                   | -                        | -                        | -                        | 15    | 3     | 3      |
| Carlos A. Mannucci · Perú | Total club       | Total club       | 15    | 3     | 3      | -                   | -                   | -                   | -                        | -                        | -                        | 15    | 3     | 3      |
| Academia Cantolao · Perú | 2021             | 1ª               | 16    | 2     | 0      | -                   | -                   | -                   | -                        | -                        | -                        | 16    | 2     | 0      |
| Academia Cantolao · Perú | Total club       | Total club       | 16    | 2     | 0      | -                   | -                   | -                   | -                        | -                        | -                        | 16    | 2     | 0      |
| Universidad César Vallejo · Perú | 2022             | 1ª               | 5     | 1     | 0      | -                   | -                   | -                   | 2                        | 0                        | 0                        | 7     | 1     | 0      |
| Universidad César Vallejo · Perú | Total club       | Total club       | 5     | 1     | 0      | -                   | -                   | -                   | 2                        | 0                        | 0                        | 7     | 1     | 0      |
| Total en carrera | Total en carrera | Total en carrera | 196   | 29    | 27     | 8                   | 0                   | 3                   | 15                       | 0                        | 0                        | 219   | 29    | 30     |
| (1) Incluye datos del Torneo Intermedio 2011, Torneo del Inca 2015 y Copa Bicentenario 2019. (2) Incluye datos de Copa Sudamericana (2015) y Copa Libertadores (2016, 2017, 2018, 2019, 2022). |                  |                  |       |       |        |                     |                     |                     |                          |                          |                          |       |       |        |

## Palmarés

### Campeonatos nacionales
| Título                        | Club       | País | Año  |
| ----------------------------- | ---------- | ---- | ---- |
| Torneo de Promoción y Reserva | FBC Melgar | Perú | 2014 |
| Torneo Clausura               | FBC Melgar | Perú | 2015 |
| Torneo Descentralizado        | FBC Melgar | Perú | 2015 |
| Torneo de Verano              | FBC Melgar | Perú | 2017 |
| Torneo Clausura               | FBC Melgar | Perú | 2018 |